# Hakataramea
Hakataramea, épelée aussi Hakateramea  signifiant ancienne source, est un village rural situé dans le sud de la région de Canterbury dans l’Île du Sud de la Nouvelle-Zélande.

## Situation
Il siège dans le District de Waimate et sur la berge nord du fleuve Waitaki à sa confluence avec la rivière Hakataramea.

## Histoire
La zone située dans et autour d’Hakataramea fut louée par la New Zealand and Australia Land Company en 1860 et un village libre de droit fut fondé en 1878.
Le 7 novembre 1881, un pont combiné route/rail reliant la ville de Kurow à celle d’Hakataramea, passant au-dessus du fleuve Waitaki, fut ouvert.
Le pont supportait l’embranchement de la ligne de chemin de fer de la branche de Kurov (en) passant dans la ville d’Hakataramea, et cet embranchement  fournit des retombées économiquement valables pour la connexion avec la ligne principale du sud (en), à partir de laquelle, elle divergeait vers la ville de Pukeuri, au nord de la ville d’Oamaru.
Des plans existaient pour étendre la ligne au-delà de la ville d’Hakataramea en passant au-dessus de la rivière Hakataramea dans la vallée vers une ville projetée, qui aurait pu abriter jusqu’à 10 000 personnes, mais ni la ville, ni l’extension de la voie de chemin de fer ne furent construites.
Les services du chemin de fer consistaient dans des trains mixtes tirés par des locomotives à vapeur.
Du fait du faible trafic et de la fermeture de stations plus significatives que la gare de Kurow, les 1,76 km de voies entre les villes de Kurow et Hakataramea furent fermés le 14 juillet 1930.
Le pont mixte route/rail situé dans la ville d’Hakataramea est maintenant uniquement un pont routier et donne passage à la route State Highway 82 (en).

## Évènements historiques
Au cours de la Première Guerre mondiale, huit soldats venant de la ville d’Hakataramea furent tués.
Un obélisque dans un petit square siège maintenant en leur mémoire dans la ville d’Hakataramea .